# La Fenêtre (Matisse)
Pour les articles homonymes, voir La Fenêtre.
La Fenêtre est un tableau réalisé par le peintre français Henri Matisse en 1916 à Issy-les-Moulineaux, en région parisienne. Cette huile sur toile à dominante verte représente l'intérieur d'une pièce comprenant un guéridon où est posé un vase de myosotis, deux fauteuils, un radiateur et une fenêtre par laquelle on aperçoit le tronc d'un arbre. Achetée en 1922, l'œuvre est conservée au Detroit Institute of Arts, à Détroit, dans le Michigan, aux États-Unis.